# Hypolycaena sipylus
Hypolycaena sipylus är en fjärilsart som beskrevs av Felder 1860. Hypolycaena sipylus ingår i släktet Hypolycaena och familjen juvelvingar. Inga underarter finns listade i Catalogue of Life.

## Bildgalleri

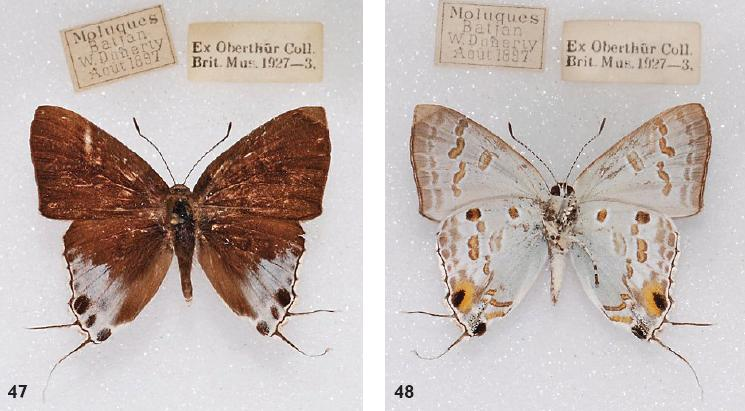
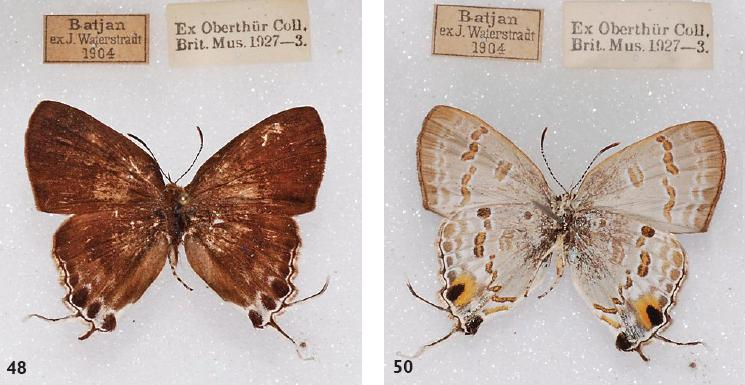
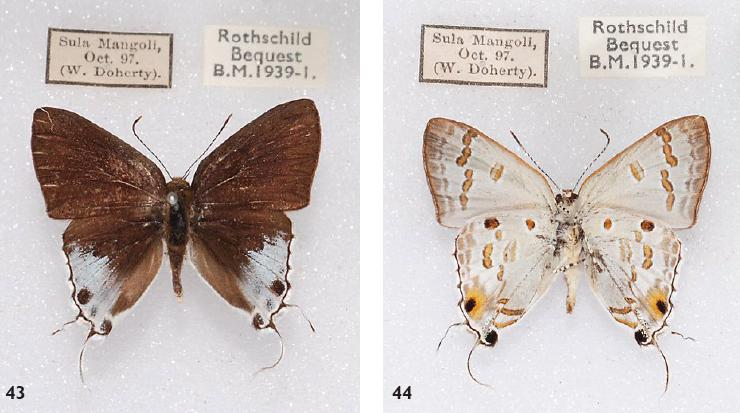
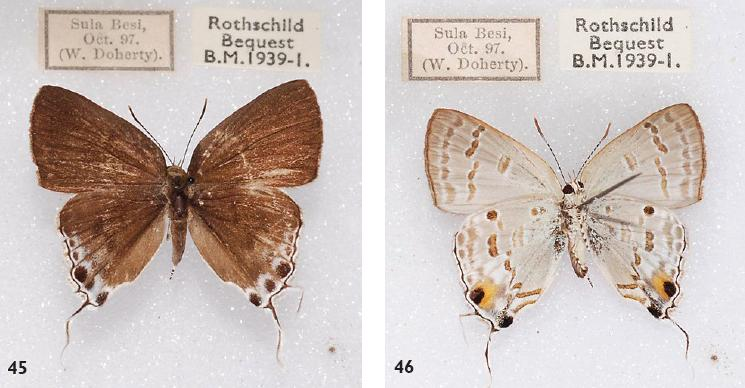
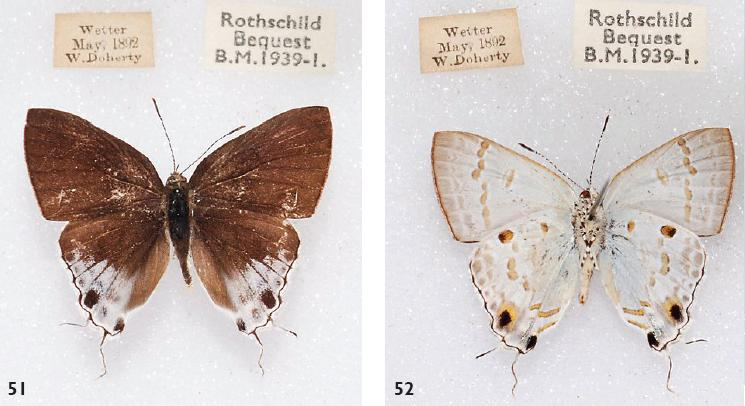
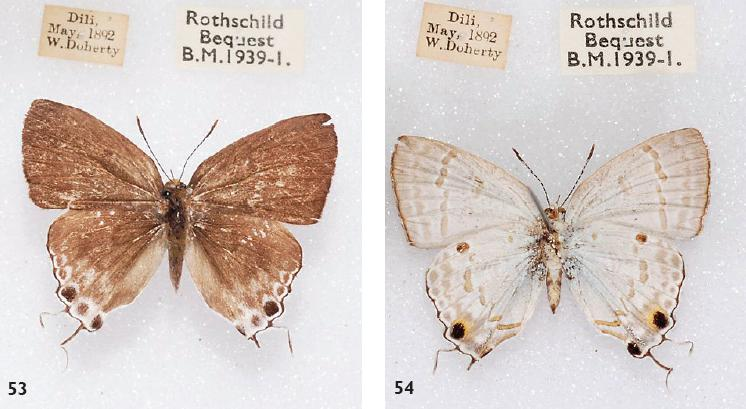